# Cruz (Ceará)
Cruz é um município do estado do Ceará, Brasil. Localiza-se na microrregião do Litoral de Camocim e Acaraú mesorregião do Noroeste Cearense. O município tem 29 761 habitantes do IBGE 2022 e 334 km². Foi criado em 14 de janeiro de 1985 após ser emancipado de Acaraú através de plebiscito.

## Etimologia
O topônimo Cruz é uma alusão a fatos que aconteceram nas margens do rio Acaraú. Segundo a tradição oral, um povoado floresceu às margens do rio Acaraú a partir de uma grande cruz fincada pelos moradores para homenagear um retirante que ali teria morrido durante a fuga da seca de 1825. Outra versão afirma que a cruz teria sido posta com o fim de indicar o lugar em que um homem fora assassinado, numa emboscada, pelo próprio sogro, por questões de honra.
Sua denominação original era São Francisco da Cruz, depois Croatá e desde 1965, Cruz.

## História

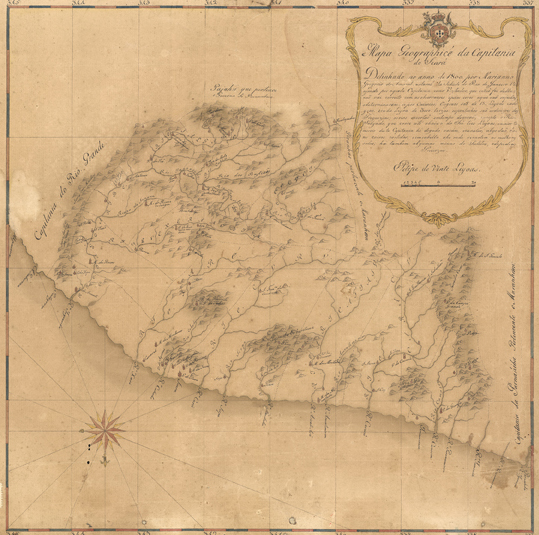
Mapa do Ceará em 1800, com destaque para Cruz.

Situado na área dos índios Tremembés, uma área conhecida e cartografada pelos portugueses no século XVII. É reconhecido como distrito de Acaraú em 1958, pois de uma redivisão das terras dos então distritos de Aranaú e Jericoacoara e em 1985 é desmembrado de Acaraú como município de Croatá, e um ano depois recebe a denominação atual Cruz.
A primeira manifestação religiosa em Cruz acontece em 20 de dezembro de 1884, com a inauguração da Igreja de São Francisco. Já o paroquiato de São Francisco, aconteceu em 17 de março de 1958, tendo como seu primeiro vigário o padre José Edson Magalhães.

## Política
A administração municipal localiza-se na sede do município de Cruz.

## Subdivisão
O município tem dois distritos: Cruz (sede) e Caiçara.

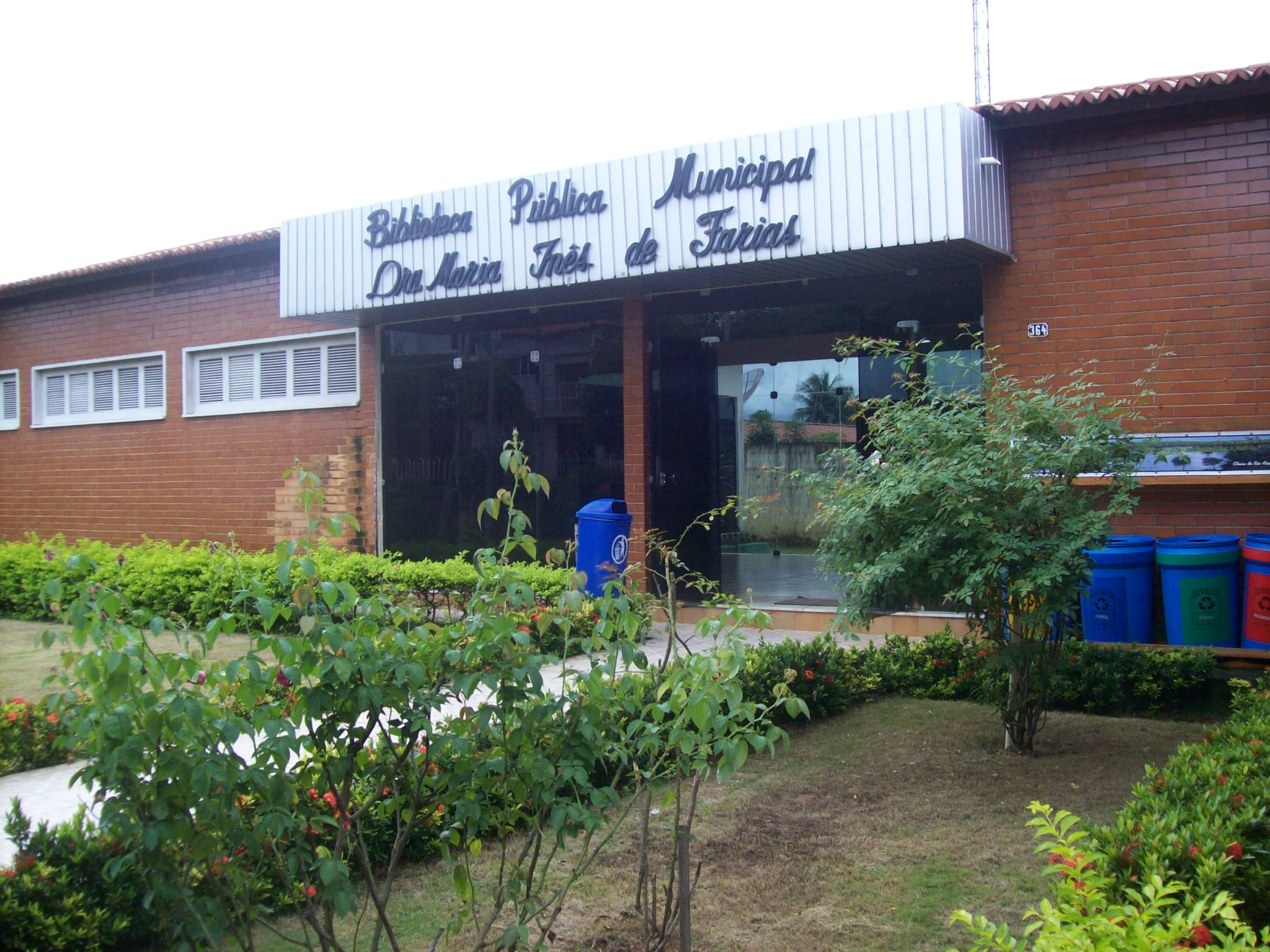
Biblioteca Pública Municipal

## Geografia

### Clima
Semi Árido Brando, devido a proximidade do mar com pluviometria média de 1.093 mm com chuvas concentradas de janeiro a abril.

### Hidrografia e recursos hídricos
As principais fontes locais de água fazem na sua maior parte da bacia do rio Coreaú e no lado leste estas fontes fazem parte do Rio Acaraú. A completa bacia é formada por córregos: de Dentro, do Paraguai e da Poeirada Poeira, do Paraíso, do Mourão; lagoas: de Jijoca, da Cruz, do Jenipapeiro, Salgada, do Belém, Velha, do Cedro, dos Caboclos, dos Monteiros, da Formosa, do Junco, Redonda, das Moças,  Ainda existi o Açude da Prata que cruza o seu território.

### Relevo
Na região de Cruz predomina-se a planície litorânea, campos de dunas móveis e fixas, e pelas formas planas com fraco entalhe das drenagens dos tabuleiros; as altitudes ficam abaixo da centena de metros, o ponto culminante o Serrote do Cajueirinho, e outros pontos relevantes do seu relevo Alto do Cedro e Alto do Poço. São ali encontrados os solos podzólicos e areias quartzosas distróficas .

### Vegetação
A vegetação local é composta de floresta à retaguarda das dunas (gramíneas e ervas) e a vegetação de tabuleiros, com espécies da caatinga mescladas com espécies de mata serrana .

## Economia
Com uma população de cerca de 30 mil habitantes, Cruz tem sua economia concentrada na agricultura, pecuária e comércio. Se destacando a produção de castanha de caju, mandioca, milho, feijão, a criação de bovinos, caprinos e suínos, além das atividades artesanais bastante diversificadas: renda, crochê, bordado, redes de dormir e de pescar.
Os vários comércios que se encontram na sede e no interior da cidade também são uma importante fonte de renda.
Nos últimos tempos o turismo vem se mostrando como um novo gerador de renda. A única praia do município, a Praia do Preá que antes sobrevivia apenas da pesca vem sendo aos poucos descoberta. Hoje não é só a pesca que sustenta quem mora por ali, a Praia do Preá vem reunindo adeptos do kitesurf e windsurf que são atraídos pelos ventos.

## Aspectos socioeconômicos

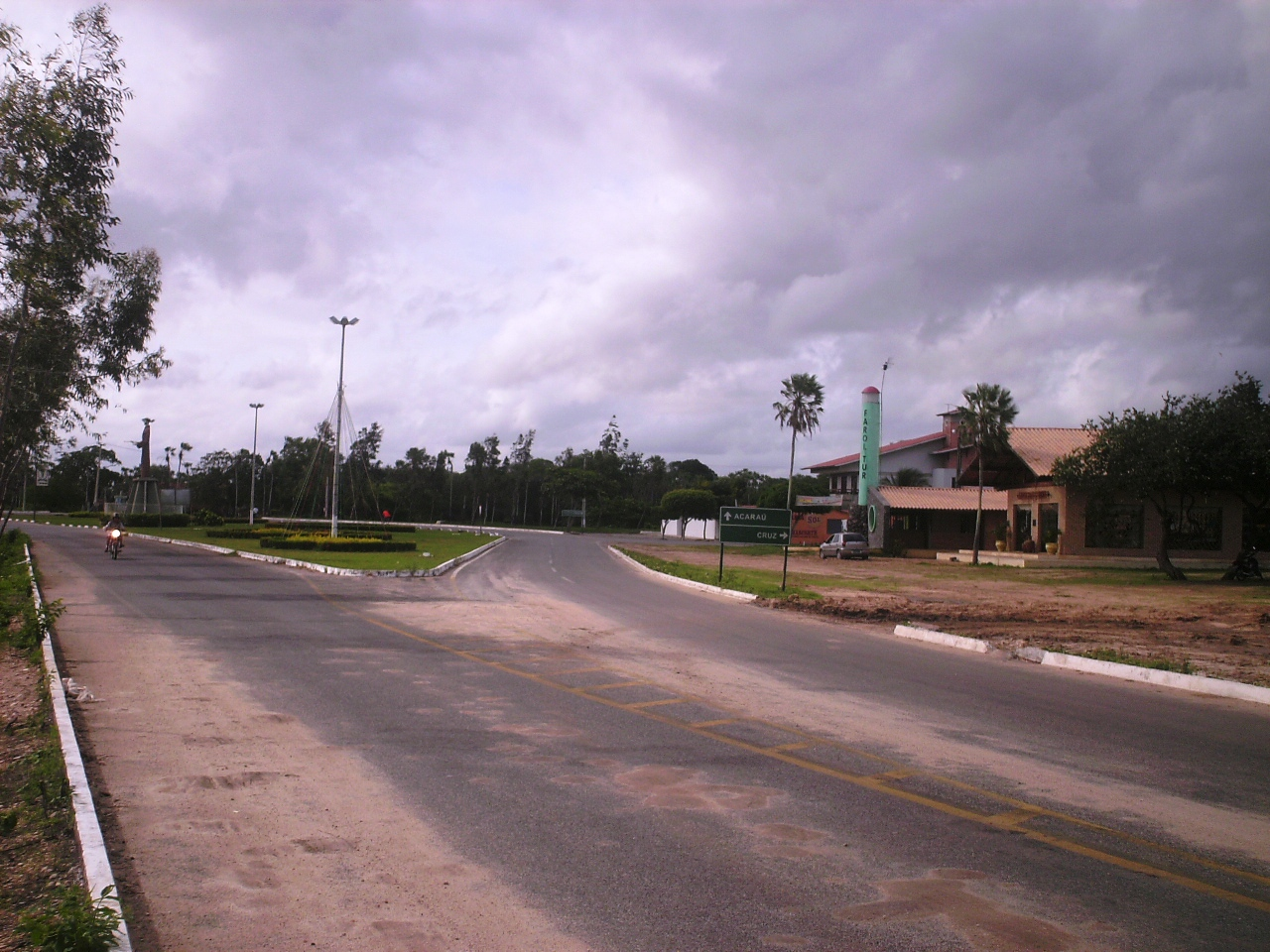
Entrada rodoviária da cidade.

A maior concentração populacional encontra-se na zona rural. A sede do município dispõe de abastecimento de água, fornecimento de energia elétrica, serviço telefônico, agência de correios e telégrafos, serviço bancário, Sistema Único de Saúde, hotéis e o sistema educacional de 1° e 2° graus: 23 escolas, sendo 7 escolas nucleadas da rede municipal, 2 creches na Sede, 8 creches na zona rural, 2 escolas particulares e uma escola estadual e uma biblioteca pública; além das atividade esportivas: escolinha de futsal com crianças na faixa etária de 8 a 12 anos, além de promoção de atividades esportivas nas modalidades de futebol de campo e salão, handebol feminino, voleibol, vôlei de areia; e atividades culturais: movimentos culturais da Semana de Emancipação do Município festejos juninos, noites culturais, apoio a cultura literária popular, Programas de incentivo a leitura, grupos de dança e teatro, Projeto Música na Escola, Semana da Biblioteca, mapeamento cultural do município.
 .
A partir de Fortaleza o acesso ao município, pode ser feito por via terrestre através da rodovia Fortaleza/Sobral (BR-222), Umirim/Acaraú (BR-402), Marco/Cruz (CE-179); Fortaleza/Sobral (BR-222), Sobral/Acaraú (BR-403/CE-178) Marco/Cruz (CE-179) ou Fortaleza/Chaval (CE-085). As demais vilas, lugarejos, sítios e fazendas são assecíveis(com franco acesso durante todo o ano) através de estradas estaduais, asfaltadas ou carroçáveis.

## Cultura
Os principais eventos de Cruz são:

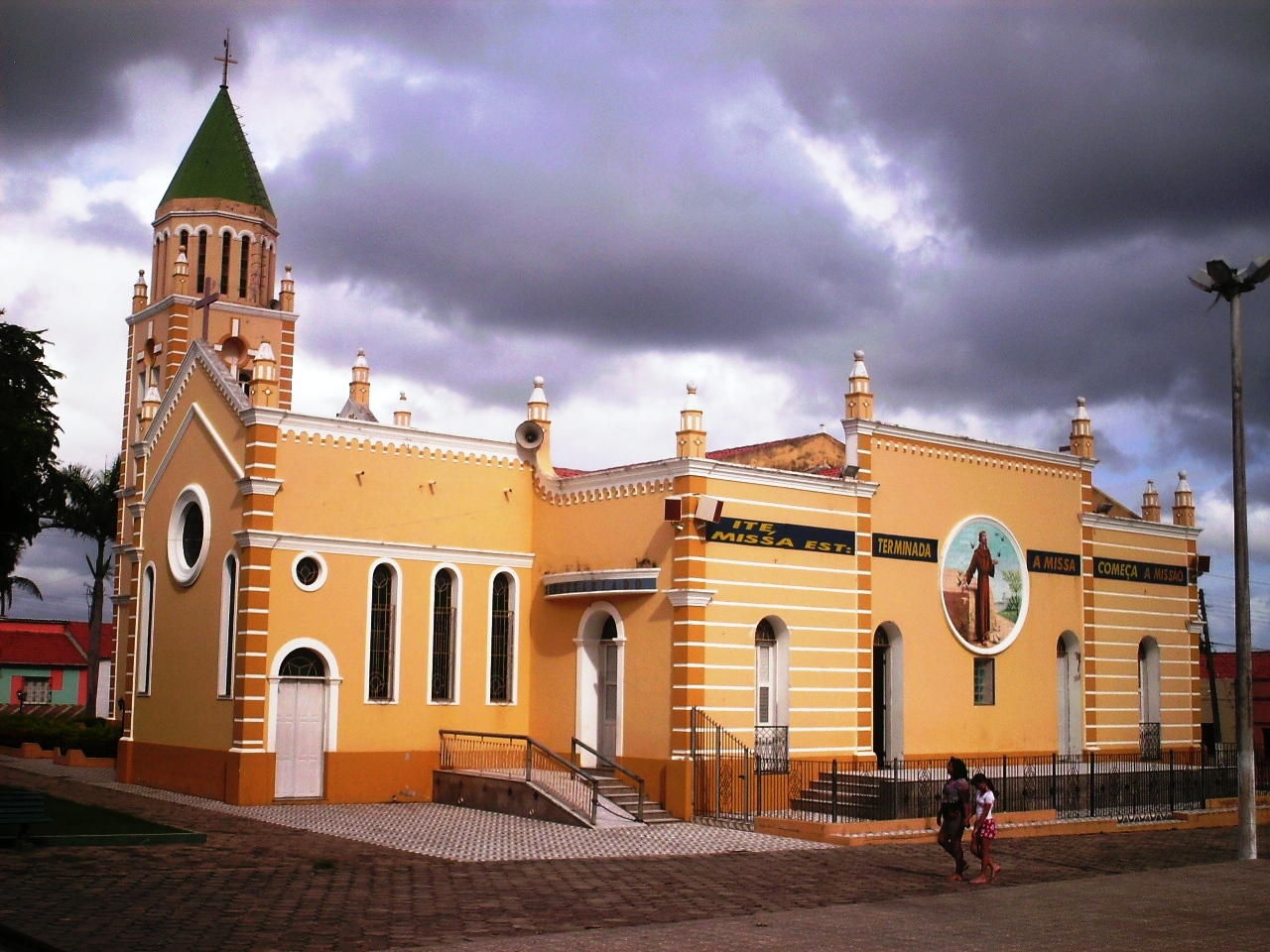
Igreja Matriz de Cruz

- Emancipação Municipal (14 de janeiro)
- Dia da Paróquia (6 de abril)
- Festa do Distrito de Caiçara (22 de maio)
- Festival Junino - Durante todo o mês de junho nas escolas
- Festa do Padroeiro São Francisco - Distrito de Caiçara (3º final de semana de setembro)
- Festa do Padroeiro São Francisco (24 de setembro a 4 de outubro)
- Festa de Nossa senhora das Graças (2º final de semana de novembro)